# Liste der Deutschen Meister im 200-Meter-Lauf
Der 200-Meter-Lauf ist eine Sprintdisziplin, die bei den Deutschen Meisterschaften ausgetragen wird. Bei den Männern wurde bereits bei den ersten Deutschen Leichtathletik-Meisterschaften 1898 ein Meister ermittelt, zwischen 1902 und 1910 wurde der 200-Meter-Lauf vorübergehend aus dem Programm genommen. Der erste Titel bei den Frauen wurde 1929 vergeben.

## Deutsche Meisterschaftsrekorde
| Männer | 20,02 s | Joshua Hartmann (ASV Köln)        | Kassel   | 9. Juli 2023  |
| Frauen | 22,12 s | Katrin Krabbe (SC Neubrandenburg) | Hannover | 28. Juli 1991 |

## Gesamtdeutsche Meister seit 1991 (DLV)
| Jahr | Ort                  | Männer    | Männer                                                 | Männer          | Frauen    | Frauen                                             | Frauen          |
| Jahr | Ort                  | Datum     | Athlet                                                 | Zeit [s] / Wind | Datum     | Athletin                                           | Zeit [s] / Wind |
| ---- | -------------------- | --------- | ------------------------------------------------------ | --------------- | --------- | -------------------------------------------------- | --------------- |
| 2025 | Dresden              | 3. August | Lucas Ansah-Peprah (Hamburger SV)                      | 20,43 / +1,6    | 3. August | Sophia Junk (LG Rhein-Wied)                        | 22,82 / +1,3    |
| 2024 | Braunschweig         | 30. Juni  | Eddie Reddemann (TSV Bayer 04 Leverkusen)              | 21,39 / −0,4    | 30. Juni  | Jessica-Bianca Wessolly (VfL Sindelfingen)         | 23,18 / −1,9    |
| 2023 | Kassel               | 9. Juli   | Joshua Hartmann (ASV Köln)                             | 20,02 / +0,6    | 9. Juli   | Alexandra Burghardt (Wacker Burghausen)            | 23,36 / +0,9    |
| 2022 | Berlin               | 6. Juni   | Owen Ansah (Hamburger SV)                              | 20,41 / +0,6    | 6. Juni   | Rebekka Haase (Sprintteam Wetzlar)                 | 23,02 / +0,8    |
| 2021 | Braunschweig         | 26. Juni  | Owen Ansah (Hamburger SV)                              | 20,89 / –0,9    | 26. Juni  | Jessica-Bianca Wessolly (MTG Mannheim)             | 23,07 / –0,7    |
| 2020 | Braunschweig         | 9. August | Steven Müller (LG ovag Friedberg-Fauerbach)            | 20,79 / –1,0    | 9. August | Alexandra Burghardt (LG Gendorf Wacker Burghausen) | 23,15 / –0,2    |
| 2019 | Berlin               | 4. August | Steven Müller (LG ovag Friedberg-Fauerbach)            | 20,63 / +0,1    | 4. August | Tatjana Pinto (LC Paderborn)                       | 22,65 / +0,9    |
| 2018 | Nürnberg             | 22. Juli  | Robin Erewa (TV Wattenscheid 01)                       | 20,63 / +0,9    | 22. Juli  | Jessica-Bianca Wessolly (MTG Mannheim)             | 22,89 / –0,6    |
| 2017 | Erfurt               | 9. Juli   | Julian Reus (TV Wattenscheid 01)                       | 20,59 / +1,0    | 9. Juli   | Laura Müller (LC Rehlingen)                        | 22,65 / −0,8    |
| 2016 | Kassel               | 19. Juni  | Robin Erewa (TV Wattenscheid 01)                       | 20,59 / +1,9    | 19. Juni  | Gina Lückenkemper (LG Olympia Dortmund)            | 22,84 / −0,5    |
| 2015 | Nürnberg             | 26. Juli  | Julian Reus (TV Wattenscheid 01)                       | 20,42 / +0,1    | 25. Juli  | Rebekka Haase (LV 90 Erzgebirge)                   | 22,95 / +1,0    |
| 2014 | Ulm                  | 27. Juli  | Robin Erewa (TV Wattenscheid 01)                       | 20,61 / +0,3    | 27. Juli  | Rebekka Haase (LV 90 Erzgebirge)                   | 23,24 / −0,1    |
| 2013 | Ulm                  | 7. Juli   | Julian Reus (TV Wattenscheid 01)                       | 20,36 / −0,4    | 7. Juli   | Inna Weit (LC Paderborn)                           | 23,16 / −1,0    |
| 2012 | Bochum- Wattenscheid | 17. Juni  | Julian Reus (TV Wattenscheid 01)                       | 20,58 / +1,1    | 17. Juni  | Inna Weit (LC Paderborn)                           | 23,52 / −0,3    |
| 2011 | Kassel               | 24. Juli  | Robin Erewa (TV Wattenscheid 01)                       | 21,05 / −0,7    | 24. Juli  | Christina Haack (TV Gladbeck)                      | 23,45 / +0,2    |
| 2010 | Braunschweig         | 18. Juli  | Daniel Schnelting (LAZ Rhede)                          | 20,73 / −1,7    | 18. Juli  | Esther Cremer (TV Wattenscheid 01)                 | 23,47 / +1,0    |
| 2009 | Ulm                  | 5. Juli   | Robert Hering (TuS Jena)                               | 20,41 / +1,0    | 5. Juli   | Cathleen Tschirch (TSV Bayer 04 Leverkusen)        | 23,36 / +0,5    |
| 2008 | Nürnberg             | 6. Juli   | Daniel Schnelting (LAZ Rhede)                          | 20,54 / ±0,0    | 6. Juli   | Mareike Peters (TSV Bayer 04 Leverkusen)           | 23,62 / ±0,0    |
| 2007 | Erfurt               | 22. Juli  | Daniel Schnelting (LAZ Rhede)                          | 20,88 / −0,7    | 22. Juli  | Cathleen Tschirch (LG Weserbergland)               | 23,07 / +1,5    |
| 2006 | Ulm                  | 16. Juli  | Sebastian Ernst (TV Wattenscheid 01)                   | 20,88 / −0,8    | 16. Juli  | Jala Gangnus (LG Weserbergland)                    | 23,59 / −0,5    |
| 2005 | Bochum- Wattenscheid | 3. Juli   | Tobias Unger (LAZ Salamander Kornwestheim-Ludwigsburg) | 20,20 / +0,7    | 3. Juli   | Birgit Rockmeier (LG Olympia Dortmund)             | 23,05 / +1,5    |
| 2004 | Braunschweig         | 11. Juli  | Tobias Unger (LAZ Salamander Kornwestheim-Ludwigsburg) | 20,42 / −0,7    | 11. Juli  | Sina Schielke (LG Olympia Dortmund)                | 23,73 / −2,8    |
| 2003 | Ulm                  | 29. Juni  | Tobias Unger (LAZ Salamander Kornwestheim-Ludwigsburg) | 20,80 / +0,4    | 29. Juni  | Gabi Rockmeier (LG Olympia Dortmund)               | 23,01 / −1,2    |
| 2002 | Bochum- Wattenscheid | 7. Juli   | Marc Blume (TV Wattenscheid 01)                        | 20,87 / −1,6    | 7. Juli   | Gabi Rockmeier (LG Olympia Dortmund)               | 23,43 / −1,4    |
| 2001 | Stuttgart            | 1. Juli   | Alexander Kosenkow (TV Wattenscheid 01)                | 20,64 / +0,7    | 1. Juli   | Gabi Rockmeier (LG Olympia Dortmund)               | 22,68000000     |
| 2000 | Braunschweig         | 30. Juli  | Marc Blume (TV Wattenscheid 01)                        | 20,82 / −0,6    | 30. Juli  | Andrea Philipp (LG Olympia Dortmund)               | 22,99 / −0,7    |
| 1999 | Erfurt               | 4. Juli   | Stefan Holz (VfL Sindelfingen)                         | 20,68 / −1,0    | 4. Juli   | Andrea Philipp (LG Olympia Dortmund)               | 23,09 / −1,5    |
| 1998 | Berlin               | 5. Juli   | Daniel Bittner (TSV Bayer Leverkusen)                  | 20,82 / +1,9    | 5. Juli   | Melanie Paschke (TV Wattenscheid 01)               | 22,72 / +1,4    |
| 1997 | Frankfurt/M.         | 29. Juni  | Marc Blume (TV Wattenscheid 01)                        | 20,97 / −0,7    | 29. Juni  | Grit Breuer (OSC Berlin)                           | 22,73 / −1,3    |
| 1996 | Köln                 | 23. Juni  | Marc Blume (TV Wattenscheid 01)                        | 20,49 / ±0,0    | 23. Juni  | Melanie Paschke (TV Wattenscheid 01)               | 22,64 / ±0,0    |
| 1995 | Bremen               | 2. Juli   | Marc Blume (TV Wattenscheid 01)                        | 20,47 / −0,7    | 2. Jul    | Melanie Paschke (LG Braunschweig)                  | 22,53 / −0,7    |
| 1994 | Erfurt               | 3. Juli   | Michael Huke (TV Wattenscheid 01)                      | 20,60 / +0,4    | 3. Juli   | Melanie Paschke (LG Braunschweig)                  | 22,45 / +1,4    |
| 1993 | Duisburg             | 11. Juli  | Marc Blume (TV Wattenscheid 01)                        | 20,46 / +0,2    | 11. Juli  | Silke-Beate Knoll (LG Olympia Dortmund)            | 22,74 / +2,2    |
| 1992 | München              | 21. Juli  | Robert Kurnicki (TV Wattenscheid 01)                   | 20,68 / +1,1    | 21. Juli  | Silke-Beate Knoll (LG Olympia Dortmund)            | 22,50 / +0,3    |
| 1991 | Hannover             | 28. Juli  | Michael Huke (TV Wattenscheid 01)                      | 20,69 / +0,5    | 28. Juli  | Katrin Krabbe (SC Neubrandenburg)                  | 22,12 / −1,4    |

## Meister in derBundesrepublik Deutschlandbzw. derTrizonevon 1948 bis 1990 (DLV)
| Jahr | Ort           | Männer     | Männer                                           | Männer            | Frauen                       | Frauen                                                                          | Frauen                       |
| Jahr | Ort           | Datum      | Athlet                                           | Zeit [s] / Wind   | Datum                        | Athletin                                                                        | Zeit [s] / Wind              |
| ---- | ------------- | ---------- | ------------------------------------------------ | ----------------- | ---------------------------- | ------------------------------------------------------------------------------- | ---------------------------- |
| 1990 | Düsseldorf    | 12. August | Peter Klein (SV Salamander Kornwestheim)         | 20,79 / +0,6      | 12. August                   | Silke-Beate Knoll (LG Olympia Dortmund)                                         | 22,48                        |
| 1989 | Hamburg       | 13. August | Erwin Skamrahl (VfL Wolfsburg)                   | 21,01 / −3,0      | 12. August                   | Andrea Thomas, geb. Bersch (VfL Sindelfingen)                                   | 23,09                        |
| 1988 | Frankfurt/M.  | 24. Juli   | Ralf Lübke (LG Bayer Leverkusen)                 | 20,76 / −0,6      | 22. Juli                     | Andrea Thomas, geb. Bersch (VfL Sindelfingen)                                   | 22,82 / −0,2                 |
| 1987 | Gelsenkirchen | 12. Juli   | Christian Haas (LAC Quelle Fürth)                | 20,58 / +2,1      | 12. Juli                     | Ulrike Sarvari (VfL Sindelfingen) / Ute Thimm, geb. Finger (TV Wattenscheid 01) | 22,91 / +1,0                 |
| 1986 | Berlin        | 13. Juli   | Ralf Lübke (LG Bayer Leverkusen)                 | 20,50 / +1,7      | 13. Juli                     | Heidi-Elke Gaugel (VfL Sindelfingen)                                            | 23,20 / +0,5                 |
| 1985 | Stuttgart     | 4. August  | Ralf Lübke (LG Bayer Leverkusen)                 | 20,38 / +0,5      | 4. August                    | Heidi-Elke Gaugel (VfL Sindelfingen)                                            | 22,56 / −0,4                 |
| 1984 | Düsseldorf    | 24. Juni   | Ralf Lübke (LG Bayer Leverkusen)                 | 20,87 / ±0,0      | 24. Juni                     | Heidi-Elke Gaugel (VfL Sindelfingen)                                            | 23,02 / −1,5                 |
| 1983 | Bremen        | 26. Juni   | Erwin Skamrahl (SV Groß Ilsede)                  | 20,44 / ±0,0 (BR) | 26. Juni                     | Christina Sussiek (LG Bayer Leverkusen)                                         | 23,20 / −0,9                 |
| 1982 | München       | 25. Juli   | Erwin Skamrahl (SV Groß Ilsede)                  | 20,47 / +0,7 (BR) | 25. Juli                     | Heike Schmidt (TV Voerde)                                                       | 22,97 / +0,7                 |
| 1981 | Gelsenkirchen | 19. Juli   | Erwin Skamrahl (Post-SV Hannover)                | 20,25 / +3,2      | 19. Juli                     | Claudia Steger (LG Bayer Leverkusen)                                            | 22,95 / +1,4                 |
| 1980 | Hannover      | 17. August | Christian Haas (LAC Quelle Fürth)                | 20,18 / −1,03     | 16. August                   | Annegret Richter, geb. Irrgang (OSC Thier Dortmund)                             | 23,42 / −1,79                |
| 1979 | Stuttgart     | 12. August | Franz-Peter Hofmeister (TSV Bayer 04 Leverkusen) | 20,68 / +1,6      | 12. August                   | Annegret Richter, geb. Irrgang (OSC Thier Dortmund)                             | 22,96 / −0,8                 |
| 1978 | Köln          | 13. August | Franz-Peter Hofmeister (TSV Bayer 04 Leverkusen) | 21,03 / −0,1      | 13. August                   | Annegret Richter, geb. Irrgang (OSC Thier Dortmund)                             | 23,10 / −0,59                |
| 1977 | Hamburg       | 7. August  | Bernd Sattler (LAZ Ludwigshafen)                 | 20,84 / +0,2      | 7. August                    | Dagmar Schenten (LG Frankfurt)                                                  | 23,19 / +,8                  |
| 1976 | Frankfurt/M.  | 15. August | Karlheinz Weisenseel (LG Frankfurt)              | 21,05 / +0,9      | 15. August                   | Annegret Richter, geb. Irrgang (OSC Thier Dortmund)                             | 22,78 / −0,4                 |
| 1975 | Gelsenkirchen | 29. Juni   | Klaus Ehl (TV Wattenscheid 01)                   | 21,33 / +0,3      | 29. Juni                     | Maren Gang, geb. Schröder (VfB Stuttgart)                                       | 23,18 / −0,5                 |
| 1974 | Hannover      | 28. Juli   | Manfred Ommer (TSV Bayer 04 Leverkusen)          | 20,57 / +0,3      | 28. Juli                     | Annegret Richter, geb. Irrgang (OSC Thier Dortmund)                             | 23,46 / +0,99                |
| 1973 | Berlin        | 22. Juli   | Franz-Peter Hofmeister (Jugend 07 Bergheim)      | 20,84 / +5,0      | 22. Juli                     | Annegret Kroniger (USC Mainz)                                                   | 23,26 / +4,9                 |
| 1972 | München       | 23. Juli   | Manfred Ommer (TSV Bayer 04 Leverkusen)          | 20,48             | 21. Juli                     | Annegret Kroniger (USC Mainz)                                                   | 23,10 (BRe)                  |
| 1971 | Stuttgart     | 11. Juli   | Karlheinz Klotz (TV Neureut-Süd)                 | 20,5              | 11. Juli                     | Rita Wilden, geb. Jahn (TuS 04 Leverkusen)                                      | 23,1 (BRe)                   |
| 1970 | Berlin        | 9. August  | Jochen Eigenherr (TSV Bayer 04 Leverkusen)       | 20,7              | 9. August                    | Elfgard Schittenhelm, geb. Weismann (OSC Berlin)                                | 23,6                         |
| 1969 | Düsseldorf    | 17. August | Jochen Eigenherr (TSV Bayer 04 Leverkusen)       | 20,9              | 17. August                   | Rita Jahn (Alemannia Aachen)                                                    | 23,3                         |
| 1968 | Berlin        | 18. August | Martin Jellinghaus (TSV 1860 München)            | 20,6 (DRe)        | 18. August                   | Rita Jahn (Alemannia Aachen)                                                    | 23,7                         |
| 1967 | Stuttgart     | 6. August  | Martin Jellinghaus (TSV 1860 München)            | 21,2              | 6. August                    | Hannelore Trabert, geb. Swienty (OSC Berlin)                                    | 24,0                         |
| 1966 | Hannover      | 7. August  | Manfred Knickenberg (Wuppertaler SV)             | 20,9              | 7. August                    | Kirsten Roggenkamp (TSV Siemensstadt Berlin)                                    | 23,7                         |
| 1965 | Duisburg      | 7. August  | Josef Schwarz (Post-SV München)                  | 21,1              | 8. August                    | Erika Pollmann (FC Schalke 04)                                                  | 24,4                         |
| 1964 | Berlin        | 9. August  | Heinz Schumann (TG Bremen)                       | 21,0              | 9. August                    | Erika Pollmann (FC Schalke 04)                                                  | 24,1                         |
| 1963 | Augsburg      | 11. August | Alfred Hebauf (SV Salamander Kornwestheim)       | 20,7              | 11. August                   | Jutta Heine (ASV Köln)                                                          | 23,8                         |
| 1962 | Hamburg       | 29. Juli   | Manfred Germar (ASV Köln)                        | 21,0              | 29. Juli                     | Jutta Heine (ASV Köln)                                                          | 23,8                         |
| 1961 | Düsseldorf    | 30. Juli   | Manfred Germar (ASV Köln)                        | 21,3              | 30. Juli                     | Jutta Heine (DHC Hannover)                                                      | 24,0                         |
| 1960 | Berlin        | 23. Juli   | Armin Hary (FSV Frankfurt)                       | 20,9              | 24. Juli                     | Brunhilde Hendrix (1. FC Nürnberg)                                              | 24,5                         |
| 1959 | Stuttgart     | 25. Juli   | Manfred Germar (ASV Köln)                        | 21,5              | 26. Juli                     | Jutta Heine (DHC Hannover)                                                      | 24,6                         |
| 1958 | Hannover      | 19. Juli   | Manfred Germar (ASV Köln)                        | 20,9              | 20. Juli                     | Inge Fuhrmann (SCC Berlin)                                                      | 24,2                         |
| 1957 | Düsseldorf    | 17. August | Manfred Germar (ASV Köln)                        | 21,3              | 18. August                   | Inge Fuhrmann (SCC Berlin)                                                      | 24,6                         |
| 1956 | Berlin        | 18. August | Manfred Germar (ASV Köln)                        | 20,9              | 19. August                   | Inge Fuhrmann (SCC Berlin)                                                      | 24,5                         |
| 1955 | Frankfurt/M.  | 6. August  | Carl Kaufmann (Karlsruher SC)                    | 21,4              | 7. August                    | Charlotte Böhmer (OSV Hörde)                                                    | 24,9                         |
| 1954 | Hamburg       | 7. August  | Heinz Fütterer (Karlsruher SC)                   | 21,5              | 8. August                    | Charlotte Böhmer (OSV Hörde)                                                    | 24,7                         |
| 1953 | Augsburg      | 25. Juli   | Heinz Fütterer (Karlsruher SC)                   | 21,3              | 26. Juli                     | Helga Erny, geb. Klein (SG Mannheim)                                            | 25,4                         |
| 1952 | Berlin        | 29. Juni   | Werner Zandt (Stuttgarter Kickers)               | 21,5              | 28. Juni                     | Helga Klein (SG Mannheim)                                                       | 24,5                         |
| 1951 | Düsseldorf    | 29. Juli   | Peter Kraus (VfL München)                        | 21,4              | 29. Juli                     | Maria Hertneck (Stuttgarter Kickers)                                            | 25,6                         |
| 1950 | Stuttgart     | 5. August  | Werner Zandt (Stuttgarter Kickers)               | 21,7              | 5. August                    | Maria Hertneck (SV Vaihingen)                                                   | 25,9                         |
| 1949 | Bremen        | 6. August  | Leo Lickes (Preussen Krefeld)                    | 22,2              | 6. August                    | Margot Gundlach (Hassia Bingen)                                                 | 26,3                         |
| 1948 | Nürnberg      | 14. August | Leo Lickes (Preussen Krefeld)                    | 22,2              | Wettbewerb nicht ausgetragen | Wettbewerb nicht ausgetragen                                                    | Wettbewerb nicht ausgetragen |

## Meister in derDDRbzw. derSBZvon 1948 bis 1990 (DVfL)
| Jahr | Ort             | Datum                | Männer                                          | Männer   | Frauen                                            | Frauen                       |
| Jahr | Ort             | Datum                | Athlet                                          | Zeit [s] | Athletin                                          | Zeit [s]                     |
| ---- | --------------- | -------------------- | ----------------------------------------------- | -------- | ------------------------------------------------- | ---------------------------- |
| 1990 | Dresden         |                      | Torsten Heimrath (SC Traktor Schwerin)          |          | Katrin Krabbe (SC Neubrandenburg)                 |                              |
| 1989 | Neubrandenburg  |                      | Steffen Schwabe (SC DHfK Leipzig)               | 20,85    | Silke Möller, geb. Gladisch (SC Empor Rostock)    | 22,23                        |
| 1988 | Rostock         |                      | Frank Emmelmann (SC Magdeburg)                  | 20,37    | Heike Drechsler, geb. Daute (SC Motor Jena)       | 21,84                        |
| 1987 | Potsdam         |                      | Frank Emmelmann (SC Magdeburg)                  | 20,65    | Silke Gladisch (SC Empor Rostock)                 | 21,79                        |
| 1986 |                 |                      | Thomas Schröder (SC Neubrandenburg)             | 20,57    | Heike Drechsler, geb. Daute (SC Motor Jena)       | 21,71                        |
| 1985 | Leipzig         | 9. bis 11. August    | Frank Emmelmann (SC Magdeburg)                  | 20,35    | Marita Koch (SC Empor Rostock)                    | 21,78                        |
| 1984 | Erfurt          | 1. bis 3. Juni       | Frank Emmelmann (SC Magdeburg)                  | 20,48    | Marlies Göhr, geb. Oelsner (SC Motor Jena)        | 21,74                        |
| 1983 | Karl-Marx-Stadt | 16. bis 18. Juni     | Olaf Prenzler (SC Magdeburg)                    | 20,61    | Marita Koch (SC Empor Rostock)                    | 21,82                        |
| 1982 | Dresden         | 30. Juni bis 3. Juli | Detlef Kübeck (SC Traktor Schwerin)             | 20,60    | Marita Koch (SC Empor Rostock)                    | 21,76                        |
| 1981 | Jena            | 7. bis 9. August     | Frank Emmelmann (SC Magdeburg)                  | 20,40    | Bärbel Wöckel, geb. Eckert (SC Motor Jena)        | 22,07                        |
| 1980 | Cottbus         | 16. bis 18. Juli     | Bernhard Hoff (SC Chemie Halle)                 | 20,39    | Bärbel Wöckel, geb. Eckert (SC Motor Jena)        | 22,01                        |
| 1979 | Karl-Marx-Stadt | 9. bis 12. August    | Bernhard Hoff (SC Chemie Halle)                 | 20,84    | Marita Koch (SC Empor Rostock)                    | 22,05                        |
| 1978 |                 |                      | Olaf Prenzler (SC Magdeburg)                    | 20,89    | Marlies Göhr, geb. Oelsner (SC Motor Jena)        | 22,61                        |
| 1977 | Dresden         |                      | Bernhard Hoff (SC Chemie Halle)                 | 20,93    | Bärbel Eckert (SC DHfK Leipzig)                   | 22,66                        |
| 1976 | Karl-Marx-Stadt |                      | Klaus-Dieter Kurrat (ASK Vorwärts Potsdam)      | 20,61    | Bärbel Eckert (SC DHfK Leipzig)                   | 22,91                        |
| 1975 | Erfurt          |                      | Hans-Joachim Zenk (ASK Vorwärts Potsdam)        | 20,96    | Carla Bodendorf, geb. Rietig (SC Magdeburg)       | 23,03                        |
| 1974 | Leipzig         |                      | Hans-Jürgen Bombach (SC Dynamo Berlin)          | 20,5     | Renate Stecher, geb. Meißner (SC Motor Jena)      | 22,6                         |
| 1973 | Dresden         |                      | Hans-Jürgen Bombach (SC Dynamo Berlin)          | 20,2     | Renate Stecher, geb. Meißner (SC Motor Jena)      | 22,1                         |
| 1972 | Erfurt          |                      | Siegfried Schenke (SC DHfK Leipzig)             | 20,8     | Christina Heinich (SC Leipzig)                    | 22,9                         |
| 1971 | Leipzig         |                      | Jörg Pfeifer (SC Chemie Halle)                  | 20,5     | Renate Stecher, geb. Meißner (SC Motor Jena)      | 22,7                         |
| 1970 | Erfurt          |                      | Siegfried Schenke (SC DHfK Leipzig)             | 20,8     | Renate Meißner (SC Motor Jena)                    | 22,7                         |
| 1969 | Berlin          |                      | Detlef Lewandowski (SC Dynamo Berlin)           | 20,6     | Petra Vogt (SC Chemie Halle)                      | 23,3                         |
| 1968 | Erfurt          |                      | Hartmut Schelter (ASK Vorwärts Potsdam)         | 20,8     | Karin Balzer, geb. Richert (SC Leipzig)           | 23,6                         |
| 1967 | Halle (Saale)   |                      | Harald Eggers (SC Leipzig)                      | 21,1     | Ingrid Tiedtke (SC Dynamo Berlin)                 | 24,1                         |
| 1966 | Jena            |                      | Heinz Erbstößer (SC Leipzig)                    | 21,2     | Ingrid Tiedtke (SC Dynamo Berlin)                 | 23,8                         |
| 1965 | Karl-Marx-Stadt |                      | Heinz Erbstößer (SC Leipzig)                    | 21,5     | Gundula Diel (TSC Berlin)                         | 24,4                         |
| 1964 | Jena            |                      | Heinz Erbstößer (SC Leipzig)                    | 21,3     | Hannelore Raepke (SC Chemie Halle)                | 23,9                         |
| 1963 | Jena            |                      | Heinz Erbstößer (SC Leipzig)                    | 21,6     | Hannelore Raepke (SC Chemie Halle)                | 24,2                         |
| 1962 | Dresden         |                      | Heinz Erbstößer (SC Rotation Leipzig)           | 21,7     | Hannelore Raepke (SC Chemie Halle)                | 24,8                         |
| 1961 | Dresden         |                      | Sigismund Kostulski (SC DHfK Leipzig)           | 21,4     | Hannelore Raepke (SC Chemie Halle)                | 23,9                         |
| 1960 | Leipzig         |                      | Helmuth Opitz (SC Aktivist Brieske-Senftenberg) | 21,4     | Gisela Birkemeyer, geb. Köhler (SC Dynamo Berlin) | 23,8                         |
| 1959 | Leipzig         |                      | Sigismund Kostulski (SC DHfK Leipzig)           | 21,5     | Gisela Birkemeyer, geb. Köhler (SC Dynamo Berlin) | 24,1                         |
| 1958 | Jena            |                      | Sigismund Kostulski (SC DHfK Leipzig)           | 21,2     | Christa Stubnick, geb. Seliger (Dynamo Potsdam)   | 23,7                         |
| 1957 | Berlin          |                      | Klaus Grogorenz (SC Rotation Berlin)            | 21,6     | Gisela Köhler (SC Dynamo Berlin)                  | 24,2                         |
| 1956 | Erfurt          |                      | Manfred Steinbach (SC Wissenschaft Halle)       | 21,4     | Gisela Köhler (SC Dynamo Berlin)                  | 24,2                         |
| 1955 | Jena            |                      | Horst Schulz (Einheit NO Berlin)                | 21,8     | Gisela Köhler (SC Motor Jena)                     | 24,4                         |
| 1954 | Dresden         |                      | Ewald Schröder (Einheit NO Berlin)              | 22,2     | Christa Stubnick, geb. Seliger (Dynamo Potsdam)   | 24,4                         |
| 1953 | Leipzig         |                      | Ewald Schröder (Einheit NO Berlin)              | 21,5     | Christa Seliger (Dynamo Potsdam)                  | 24,0                         |
| 1952 | Jena            |                      | Fritz Lacina (SV DVP Potsdam)                   | 22,0     | Alice Karger (Einheit Pirna)                      | 24,9                         |
| 1951 | Erfurt          | 13. bis 15. Juli     | Fritz Lacina (SV DVP Potsdam)                   | 21,8     | Alice Karger (Motor Dresden-Ost)                  | 25,2                         |
| 1950 | Halberstadt     |                      | Fritz Lacina (SV DVP Potsdam)                   | 22,8     | Elfriede Preibisch (ESV Lok Pirna)                | 26,5                         |
| 1949 | Jena            |                      | Fritz Lacina (SV DVP Potsdam)                   | 22,9     | Wettbewerb nicht ausgetragen                      | Wettbewerb nicht ausgetragen |
| 1948 | Chemnitz        |                      | R. Cichon (Chemnitz)                            | 23,2     | Wettbewerb nicht ausgetragen                      | Wettbewerb nicht ausgetragen |

## Deutsche Meister 1898 bis 1947 (DLV)
| Jahr      | Männer                                                      | Männer                                                      | Männer                                                      | Männer                                                      | Frauen                                                                   | Frauen                                                                   | Frauen                                                                   | Frauen                                                                   |
| Jahr      | Ort                                                         | Datum                                                       | Athlet                                                      | Zeit [s]                                                    | Ort                                                                      | Datum                                                                    | Athletin                                                                 | Zeit [s]                                                                 |
| --------- | ----------------------------------------------------------- | ----------------------------------------------------------- | ----------------------------------------------------------- | ----------------------------------------------------------- | ------------------------------------------------------------------------ | ------------------------------------------------------------------------ | ------------------------------------------------------------------------ | ------------------------------------------------------------------------ |
| 1947      | Köln                                                        | 9. August                                                   | Walter Schreiber (Eintracht Frankfurt)                      | 22,2                                                        | Wettbewerb nicht ausgetragen                                             | Wettbewerb nicht ausgetragen                                             | Wettbewerb nicht ausgetragen                                             | Wettbewerb nicht ausgetragen                                             |
| 1946      | Frankfurt/M.                                                | 25. August                                                  | Herbert Sonntag (TSV Plön)                                  | 22,3                                                        | Wettbewerb nicht ausgetragen                                             | Wettbewerb nicht ausgetragen                                             | Wettbewerb nicht ausgetragen                                             | Wettbewerb nicht ausgetragen                                             |
| 1945      | kriegsbedingt keine Deutschen Leichtathletikmeisterschaften | kriegsbedingt keine Deutschen Leichtathletikmeisterschaften | kriegsbedingt keine Deutschen Leichtathletikmeisterschaften | kriegsbedingt keine Deutschen Leichtathletikmeisterschaften | kriegsbedingt keine Deutschen Leichtathletikmeisterschaften              | kriegsbedingt keine Deutschen Leichtathletikmeisterschaften              | kriegsbedingt keine Deutschen Leichtathletikmeisterschaften              | kriegsbedingt keine Deutschen Leichtathletikmeisterschaften              |
| 1944      | kriegsbedingt keine Deutschen Leichtathletikmeisterschaften | kriegsbedingt keine Deutschen Leichtathletikmeisterschaften | kriegsbedingt keine Deutschen Leichtathletikmeisterschaften | kriegsbedingt keine Deutschen Leichtathletikmeisterschaften | kriegsbedingt keine Deutschen Leichtathletikmeisterschaften              | kriegsbedingt keine Deutschen Leichtathletikmeisterschaften              | kriegsbedingt keine Deutschen Leichtathletikmeisterschaften              | kriegsbedingt keine Deutschen Leichtathletikmeisterschaften              |
| 1943      | Wettbewerb nicht im Meisterschaftsprogramm                  | Wettbewerb nicht im Meisterschaftsprogramm                  | Wettbewerb nicht im Meisterschaftsprogramm                  | Wettbewerb nicht im Meisterschaftsprogramm                  | Wettbewerb nicht im Meisterschaftsprogramm                               | Wettbewerb nicht im Meisterschaftsprogramm                               | Wettbewerb nicht im Meisterschaftsprogramm                               | Wettbewerb nicht im Meisterschaftsprogramm                               |
| 1942      | Berlin                                                      | 25. Juli                                                    | Harald Mellerowicz (VfB Königsberg)                         | 21,6                                                        | Berlin                                                                   | 25. Juli                                                                 | Erika Biess (SCC Berlin)                                                 | 25,5                                                                     |
| 1941      | Berlin                                                      | 19. Juli                                                    | Jakob Scheuring (Stuttgarter Kickers)                       | 21,8                                                        | Berlin                                                                   | 19. Juli                                                                 | Dora Blask, geb. Voigt (SCC Berlin)                                      | 25,6                                                                     |
| 1940      | Berlin                                                      | 10. August                                                  | Willi Bönecke (Luftwaffen SV Berlin)                        | 22,1                                                        | Berlin                                                                   | 10. August                                                               | Grete Winkels (ASV Köln)                                                 | 25,6                                                                     |
| Berlin    | 1939                                                        | 9. Juli                                                     | Jakob Scheuring (Turnerbund Ottenau)                        | 21,1                                                        | Berlin                                                                   | 8. Juli                                                                  | Grete Winkels (ASV Köln)                                                 | 25,3                                                                     |
| 1938      | Breslau                                                     | 29. Juli                                                    | Jakob Scheuring (Turnerbund Ottenau)                        | 21,7                                                        | Breslau                                                                  | 30. Juli                                                                 | Käthe Krauß (Dresdner SC)                                                | 24,7                                                                     |
| 1937      | Berlin                                                      | 25. Juli                                                    | Gerd Hornberger (Eintracht Frankfurt)                       | 21,6                                                        | Berlin                                                                   | 25. Juli                                                                 | Maria Willenbacher (TG Schwenningen)                                     | 25,6                                                                     |
| 1936      | Berlin                                                      | 12. Juli                                                    | Egon Schein (Hamburger SV)                                  | 22,0                                                        | Wettbewerb nicht ausgetragen                                             | Wettbewerb nicht ausgetragen                                             | Wettbewerb nicht ausgetragen                                             | Wettbewerb nicht ausgetragen                                             |
| 1935      | Berlin                                                      | 4. August                                                   | Karl Neckermann (Post-SV Mannheim)                          | 21,6                                                        | Wettbewerb nicht ausgetragen                                             | Wettbewerb nicht ausgetragen                                             | Wettbewerb nicht ausgetragen                                             | Wettbewerb nicht ausgetragen                                             |
| 1934      | Nürnberg                                                    | 28. Juli                                                    | Egon Schein (Hamburger SV)                                  | 21,9                                                        | Nürnberg                                                                 | 28. Juli                                                                 | Käthe Krauß (Dresdner SC)                                                | 24,6                                                                     |
| 1933      | Köln                                                        | 13. August                                                  | Erich Borchmeyer (TuS Bochum 08)                            | 21,4                                                        | Weimar                                                                   | 20. August                                                               | Marie Dollinger (1. FC Nürnberg)                                         | 26,0                                                                     |
| 1932      | Hannover                                                    | 3. Juli                                                     | Arthur Jonath (TuS Bochum 08)                               | 21,2                                                        | Berlin                                                                   | 3. Juli                                                                  | Käthe Krauß (Dresdner SC)                                                | 25.8                                                                     |
| 1931      | Berlin                                                      | 2. August                                                   | Arthur Jonath (TuS Bochum 08)                               | 22,2                                                        | Magdeburg                                                                | 2. August                                                                | Marie Dollinger (1. FC Nürnberg)                                         | 25,2 (DR)                                                                |
| 1930      | Magdeburg                                                   | 3. August                                                   | Helmut Körnig (SCC Berlin)                                  | 21,0                                                        | Lennep                                                                   | 3. August                                                                | Detta Lorenz, geb. Lutz (Eintracht Frankfurt)                            | 25,1                                                                     |
| 1929      | Breslau                                                     | 21. Juli                                                    | Friedrich Wichmann (Eintracht Frankfurt)                    | 21,5                                                        | Frankfurt/M.                                                             | 21. Juli                                                                 | Lisa Gelius (TSV 1860 München)                                           | 26,0                                                                     |
| 1928      | Düsseldorf                                                  | 15. Juli                                                    | Helmut Körnig (SCC Berlin)                                  | 21,6                                                        | Wettbewerb für Frauen noch nicht im Meisterschaftsprogramm               | Wettbewerb für Frauen noch nicht im Meisterschaftsprogramm               | Wettbewerb für Frauen noch nicht im Meisterschaftsprogramm               | Wettbewerb für Frauen noch nicht im Meisterschaftsprogramm               |
| 1927      | Berlin                                                      | 16. Juli                                                    | Helmut Körnig (SCC Berlin)                                  | 21,4 (DR)                                                   | Wettbewerb für Frauen noch nicht im Meisterschaftsprogramm               | Wettbewerb für Frauen noch nicht im Meisterschaftsprogramm               | Wettbewerb für Frauen noch nicht im Meisterschaftsprogramm               | Wettbewerb für Frauen noch nicht im Meisterschaftsprogramm               |
| 1926      | Leipzig                                                     | 7. August                                                   | Helmut Körnig (SC Schlesien Breslau)                        | 21,5                                                        | Wettbewerb für Frauen noch nicht im Meisterschaftsprogramm               | Wettbewerb für Frauen noch nicht im Meisterschaftsprogramm               | Wettbewerb für Frauen noch nicht im Meisterschaftsprogramm               | Wettbewerb für Frauen noch nicht im Meisterschaftsprogramm               |
| 1925      | Berlin                                                      | 9. August                                                   | Jakob Schüller (Preussen Krefeld)                           | 22,0                                                        | Wettbewerb für Frauen noch nicht im Meisterschaftsprogramm               | Wettbewerb für Frauen noch nicht im Meisterschaftsprogramm               | Wettbewerb für Frauen noch nicht im Meisterschaftsprogramm               | Wettbewerb für Frauen noch nicht im Meisterschaftsprogramm               |
| 1924      | Stettin                                                     | 10. August                                                  | Hermann Schlöske (SCC Berlin)                               | 22,3                                                        | Wettbewerb für Frauen noch nicht im Meisterschaftsprogramm               | Wettbewerb für Frauen noch nicht im Meisterschaftsprogramm               | Wettbewerb für Frauen noch nicht im Meisterschaftsprogramm               | Wettbewerb für Frauen noch nicht im Meisterschaftsprogramm               |
| 1923      | Frankfurt/M.                                                | 19. August                                                  | Hubert Houben (Preussen Krefeld)                            | 22,8                                                        | Wettbewerb für Frauen noch nicht im Meisterschaftsprogramm               | Wettbewerb für Frauen noch nicht im Meisterschaftsprogramm               | Wettbewerb für Frauen noch nicht im Meisterschaftsprogramm               | Wettbewerb für Frauen noch nicht im Meisterschaftsprogramm               |
| 1922      | Duisburg                                                    | 20. August                                                  | Hubert Houben (Preussen Krefeld)                            | 22,7                                                        | Wettbewerb für Frauen noch nicht im Meisterschaftsprogramm               | Wettbewerb für Frauen noch nicht im Meisterschaftsprogramm               | Wettbewerb für Frauen noch nicht im Meisterschaftsprogramm               | Wettbewerb für Frauen noch nicht im Meisterschaftsprogramm               |
| 1921      | Hamburg                                                     | 20. August                                                  | Hubert Houben (Preussen Krefeld)                            | 23,3                                                        | Wettbewerb für Frauen noch nicht im Meisterschaftsprogramm               | Wettbewerb für Frauen noch nicht im Meisterschaftsprogramm               | Wettbewerb für Frauen noch nicht im Meisterschaftsprogramm               | Wettbewerb für Frauen noch nicht im Meisterschaftsprogramm               |
| 1920      | Dresden                                                     | 14. August                                                  | Richard Rau (SC Charlottenburg)                             | 22,2                                                        | Wettbewerb für Frauen noch nicht im Meisterschaftsprogramm               | Wettbewerb für Frauen noch nicht im Meisterschaftsprogramm               | Wettbewerb für Frauen noch nicht im Meisterschaftsprogramm               | Wettbewerb für Frauen noch nicht im Meisterschaftsprogramm               |
| 1919      | Nürnberg                                                    | 24. August                                                  | Arthur Reinhardt (TSV 1860 München)                         | 23,4                                                        | Deutsche Leichtathletikmeisterschaften für Frauen noch nicht ausgetragen | Deutsche Leichtathletikmeisterschaften für Frauen noch nicht ausgetragen | Deutsche Leichtathletikmeisterschaften für Frauen noch nicht ausgetragen | Deutsche Leichtathletikmeisterschaften für Frauen noch nicht ausgetragen |
| 1918      | Berlin                                                      | 25. August                                                  | Arthur Reinhardt (SV St. Georg Hamburg)                     | 22,8                                                        | Deutsche Leichtathletikmeisterschaften für Frauen noch nicht ausgetragen | Deutsche Leichtathletikmeisterschaften für Frauen noch nicht ausgetragen | Deutsche Leichtathletikmeisterschaften für Frauen noch nicht ausgetragen | Deutsche Leichtathletikmeisterschaften für Frauen noch nicht ausgetragen |
| 1917      | Berlin                                                      | 5. August                                                   | Arthur Reinhard (Hamburger SV)                              | 25,4                                                        | Deutsche Leichtathletikmeisterschaften für Frauen noch nicht ausgetragen | Deutsche Leichtathletikmeisterschaften für Frauen noch nicht ausgetragen | Deutsche Leichtathletikmeisterschaften für Frauen noch nicht ausgetragen | Deutsche Leichtathletikmeisterschaften für Frauen noch nicht ausgetragen |
| 1916      | Leipzig                                                     | 27. August                                                  | Richard Rau (SC Charlottenburg)                             | 22,4                                                        | Deutsche Leichtathletikmeisterschaften für Frauen noch nicht ausgetragen | Deutsche Leichtathletikmeisterschaften für Frauen noch nicht ausgetragen | Deutsche Leichtathletikmeisterschaften für Frauen noch nicht ausgetragen | Deutsche Leichtathletikmeisterschaften für Frauen noch nicht ausgetragen |
| 1915      | Berlin                                                      | 19. September                                               | Hans Müller (Wacker Leipzig)                                | 24,2                                                        | Deutsche Leichtathletikmeisterschaften für Frauen noch nicht ausgetragen | Deutsche Leichtathletikmeisterschaften für Frauen noch nicht ausgetragen | Deutsche Leichtathletikmeisterschaften für Frauen noch nicht ausgetragen | Deutsche Leichtathletikmeisterschaften für Frauen noch nicht ausgetragen |
| 1914      | kriegsbedingt keine Deutschen Leichtathletikmeisterschaften | kriegsbedingt keine Deutschen Leichtathletikmeisterschaften | kriegsbedingt keine Deutschen Leichtathletikmeisterschaften | kriegsbedingt keine Deutschen Leichtathletikmeisterschaften | Deutsche Leichtathletikmeisterschaften für Frauen noch nicht ausgetragen | Deutsche Leichtathletikmeisterschaften für Frauen noch nicht ausgetragen | Deutsche Leichtathletikmeisterschaften für Frauen noch nicht ausgetragen | Deutsche Leichtathletikmeisterschaften für Frauen noch nicht ausgetragen |
| 1913      | Breslau                                                     | 17. August                                                  | Erwin Kern (TSV 1860 München)                               | 23,6                                                        | Deutsche Leichtathletikmeisterschaften für Frauen noch nicht ausgetragen | Deutsche Leichtathletikmeisterschaften für Frauen noch nicht ausgetragen | Deutsche Leichtathletikmeisterschaften für Frauen noch nicht ausgetragen | Deutsche Leichtathletikmeisterschaften für Frauen noch nicht ausgetragen |
| 1912      | Duisburg                                                    | 18. August                                                  | Richard Rau (SC Charlottenburg)                             | 23,2                                                        | Deutsche Leichtathletikmeisterschaften für Frauen noch nicht ausgetragen | Deutsche Leichtathletikmeisterschaften für Frauen noch nicht ausgetragen | Deutsche Leichtathletikmeisterschaften für Frauen noch nicht ausgetragen | Deutsche Leichtathletikmeisterschaften für Frauen noch nicht ausgetragen |
| 1911      | Dresden                                                     | 20. August                                                  | Richard Rau (SC Charlottenburg)                             | 22,0 (DR)                                                   | Deutsche Leichtathletikmeisterschaften für Frauen noch nicht ausgetragen | Deutsche Leichtathletikmeisterschaften für Frauen noch nicht ausgetragen | Deutsche Leichtathletikmeisterschaften für Frauen noch nicht ausgetragen | Deutsche Leichtathletikmeisterschaften für Frauen noch nicht ausgetragen |
| 1910      | Frankfurt/M.                                                | 28. August                                                  | Richard Rau (SC Westen 05 Berlin)                           | 22,4                                                        | Deutsche Leichtathletikmeisterschaften für Frauen noch nicht ausgetragen | Deutsche Leichtathletikmeisterschaften für Frauen noch nicht ausgetragen | Deutsche Leichtathletikmeisterschaften für Frauen noch nicht ausgetragen | Deutsche Leichtathletikmeisterschaften für Frauen noch nicht ausgetragen |
| 1903–1909 | Wettbewerb nicht im Meisterschaftsprogramm                  | Wettbewerb nicht im Meisterschaftsprogramm                  | Wettbewerb nicht im Meisterschaftsprogramm                  | Wettbewerb nicht im Meisterschaftsprogramm                  | Deutsche Leichtathletikmeisterschaften für Frauen noch nicht ausgetragen | Deutsche Leichtathletikmeisterschaften für Frauen noch nicht ausgetragen | Deutsche Leichtathletikmeisterschaften für Frauen noch nicht ausgetragen | Deutsche Leichtathletikmeisterschaften für Frauen noch nicht ausgetragen |
| 1902      | Hamburg                                                     | 7. September                                                | Reinhold Herting (Berliner FC Preussen)                     | 23,8                                                        | Deutsche Leichtathletikmeisterschaften für Frauen noch nicht ausgetragen | Deutsche Leichtathletikmeisterschaften für Frauen noch nicht ausgetragen | Deutsche Leichtathletikmeisterschaften für Frauen noch nicht ausgetragen | Deutsche Leichtathletikmeisterschaften für Frauen noch nicht ausgetragen |
| 1901      | Berlin                                                      | 30. Juni                                                    | Max Wartenberg (Britannia Berlin)                           | 24,2                                                        | Deutsche Leichtathletikmeisterschaften für Frauen noch nicht ausgetragen | Deutsche Leichtathletikmeisterschaften für Frauen noch nicht ausgetragen | Deutsche Leichtathletikmeisterschaften für Frauen noch nicht ausgetragen | Deutsche Leichtathletikmeisterschaften für Frauen noch nicht ausgetragen |
| 1900      | Hamburg                                                     | 23. September                                               | Max Wartenberg (Britannia Berlin)                           | 22,6 (DR)                                                   | Deutsche Leichtathletikmeisterschaften für Frauen noch nicht ausgetragen | Deutsche Leichtathletikmeisterschaften für Frauen noch nicht ausgetragen | Deutsche Leichtathletikmeisterschaften für Frauen noch nicht ausgetragen | Deutsche Leichtathletikmeisterschaften für Frauen noch nicht ausgetragen |
| 1899      | Braunschweig                                                | 6. August                                                   | Kurt Doerry (VfS Excelsior Berlin)                          | 23,2                                                        | Deutsche Leichtathletikmeisterschaften für Frauen noch nicht ausgetragen | Deutsche Leichtathletikmeisterschaften für Frauen noch nicht ausgetragen | Deutsche Leichtathletikmeisterschaften für Frauen noch nicht ausgetragen | Deutsche Leichtathletikmeisterschaften für Frauen noch nicht ausgetragen |
| 1898      | Hamburg                                                     | 25. September                                               | Paul Fischer (FC Altona 93)                                 | 23,0                                                        | Deutsche Leichtathletikmeisterschaften für Frauen noch nicht ausgetragen | Deutsche Leichtathletikmeisterschaften für Frauen noch nicht ausgetragen | Deutsche Leichtathletikmeisterschaften für Frauen noch nicht ausgetragen | Deutsche Leichtathletikmeisterschaften für Frauen noch nicht ausgetragen |